# Quách (họ)
Quách là một họ của người thuộc vùng Văn hóa Đông Á. Họ này có mặt ở Việt Nam, Triều Tiên (Hangul: 곽, Romaja quốc ngữ: Gwak), Nhật Bản (Kanji: 郭, Romaji: Kaku) và Trung Quốc (chữ Hán: 郭, Bính âm: Guo). Trong danh sách Bách gia tính họ này đứng thứ 146, về mức độ phổ biến họ này xếp thứ 16 ở Trung Quốc theo thống kê năm 2006.

## Người Việt Nam họ Quách có danh tiếng
- Quách A, quê Phú Thọ, nữ tướng thời Hai Bà Trưng
- Quách Lãng, vị nam tướng quê ở động Hoa Lư (Ninh Bình) đã theo Hai Bà Trưng phất cờ khởi nghĩa, được thờ ở đình Đông Ba, phường Thượng Cát, quận Bắc Từ Liêm, Hà Nội.[2]
- Quách Bốc, thủ lĩnh của khởi nghĩa Quách Bốc
- Quách Hữu Nghiêm, quan lại nhà Lê.
- Quách Đàm (1863-1927), thương gia gốc Hoa tại Chợ Lớn, Thành phố Hồ Chí Minh
- Quách Mai Thy quán quân Sao Mai 2019 dòng nhạc dân gian
- Quách Thị Hồ, nghệ nhân ca trù Việt Nam
- Andy Quách, ca sĩ Mỹ gốc Việt ở Trung tâm Vân Sơn
- Quách Thị Trang, nữ phật tử Việt Nam đã hi sinh anh dũng, hiện có quảng trường Quách Thị Trang trước cổng chợ Bến Thành, Q1, Thành phố Hồ Chí Minh.
- Quách Tấn, thi sĩ Việt Nam
- Quách Văn Chung, Nghệ sĩ hài cải lương nổi tiếng. Biệt danh là Bác Bảy Văn Chung
- Quách Thị Lan, Quách Công Lịch - hai anh em vận động viên điền kinh nổi tiếng người Mường.
- Quách Lê Thanh, cố Tổng Thanh tra Chính phủ.
- MLee, tên thật Quách Tapiau Maily, ca sĩ người Việt Nam gốc Pháp.
- Quách Thái Công, nhà thiết kế người Đức gốc Việt

## Người Trung Quốc họ Quách có danh tiếng
- Quách Cát, sử gia thời Hán Vũ Đế
- Quách Dĩ, tướng thời Tam quốc, con ông Quách Cầm Chương. Ông theo chân Đổng Trác xây dựng đất nước
- Quách Gia, mưu thần nhà Tào Ngụy thời Tam Quốc, còn gọi là Quách Công Gia, cụ tổ mấy đời của Trương Công Gia
- Quách Hoài, mưu thần nhà Tào Ngụy thời Tam Quốc
- Quách Long, thi sĩ, họa sĩ thời Tam Quốc
- Quách Tử Nghi, đại tướng thời Đường Huyền Tông
- Quách Sở Khách, viên đô hộ Giao Châu (Việt Nam). Ông bị Mai Hắc Đế đuổi khỏi Việt Nam
- Quách Uy, hoàng đế đầu tiên của nhà Hậu Chu
- Quách Thịnh, nhân vật hư cấu trong Thủy hử.
- Quách Quỳ, tướng nhà Tống, con Quách Bân. Ông bị thua trước Lý Thường Kiệt
- Quách Thủ Kính, nhà lịch học thời nhà Nguyên
- Quách Tử Hưng, lãnh tụ phiến quân cuối thời nhà Nguyên
- Quách Mạt Nhược, nhà văn Trung Quốc
- Quách Phú Thành, ca sĩ, diễn viên Hồng Kông
- Quách Khả Doanh, diễn viên Hồng Kông
- Quách Thiện Ni, diễn viên Hồng Kông
- Quách Tấn An, diễn viên Hồng Kông
- Quách Phẩm Siêu, người mẫu Đài Loan
- Quách Bích Đình, người mẫu/diễn viên Đài Loan
- Quách Thái Khiết, diễn viên Đài Loan
- Quách Sùng Thao, danh tướng nhà Hậu Đường
- Quách Đồ, mưu sĩ dưới trướng Viên Thiệu thời kì Tam Quốc

## Người Triều Tiên họ Quách có danh tiếng
- Kwak Jae-yong (Hán Việt: Quách Tại Dung), đạo diễn, biên kịch điện ảnh Hàn Quốc
- Kwak Si-yang: nam diễn viên Hàn Quốc.